# لوسي دف جوردن
لوسي دف جوردن (1863-1935) هي كاتبة انجليزية قام بمدحها جورج مرديث وغيره من كتاب عصرها، وكان بيتها في لندن صالونا أدبيا.

## روابط خارجية
- لوسي دف جوردن على موقع IMDb (الإنجليزية)
- لوسي دف جوردن على موقع قاعدة بيانات برودواي على الإنترنت (الإنجليزية)
- لوسي دف جوردن على موقع قاعدة بيانات الفيلم (الإنجليزية)